# Olimpijski Konkurs Sztuki i Literatury 1924
Olimpijski Konkurs Sztuki i Literatury 1924 – 3. edycja konkursu (poprzednio miał miejsce w 1912 i 1920), który odbył się podczas Letnich Igrzysk Olimpijskich 1924 w Paryżu. Rywalizowano w pięciu konkurencjach: architekturze, literaturze, muzyce, malarstwie i rzeźbiarstwie. Wystartowało 189 artystów z 24 państw. Wystawa prac miała miejsce w Grand Palaise.
W przypadku architektury nie przyznano złotego medalu, zaś w muzyce nikogo nie uhonorowano.

## Medaliści
| Konkurencja  |                                                         |                                           |                                           |
| Architektura | −                                                       | Alfréd Hajós i Dezső Lauber Plan stadionu | Julien Médecin Stadion w Monte Carlo      |
| Literatura   | Georges Charles Igrzyska Olimpijskie                    | Josef Petersen Euryale                    | Charles Gonnet Oblicza bogów olimpijskich |
| Literatura   | Georges Charles Igrzyska Olimpijskie                    | Margaret Stuart Pieśń szermiercza         | Oliver Gogarty Oda do igrzysk w Tailteaun |
| Muzyka       | −                                                       | −                                         | −                                         |
| Malarstwo    | Jean Jacoby Studia sportowe (piłka nożna, rugby, start) | Jack Butler Yeats Pływanie                | Johan van Hell Łyżwiarze                  |
| Rzeźbiarstwo | Konstantinos Dimitriadis Fiński dyskobol                | Frantz Heldenstein Ku Olimpii             | Jean René Gauguin Bokser                  |
| Rzeźbiarstwo | Konstantinos Dimitriadis Fiński dyskobol                | Frantz Heldenstein Ku Olimpii             | Léon Mascaux Siedem medali sportowych     |

## Tabela medalowa
| Lp. | Państwo                |   |   |   | Łącznie |
| --- | ---------------------- | - | - | - | ------- |
| 1.  | Luksemburg             | 1 | 1 | 0 | 2       |
| 2.  | Francja                | 1 | 0 | 2 | 3       |
| 3.  | Druga Republika Grecka | 1 | 0 | 0 | 1       |
| 4.  | Dania                  | 0 | 1 | 1 | 2       |
| 4.  | Irlandia               | 0 | 1 | 1 | 2       |
| 6.  | Wielka Brytania        | 0 | 1 | 0 | 1       |
| 6.  | Węgry                  | 0 | 1 | 0 | 1       |
| 8.  | Monako                 | 0 | 0 | 1 | 1       |
| 8.  | Holandia               | 0 | 0 | 1 | 1       |
| –   | Łącznie                | 3 | 5 | 6 | 14      |